# Achalinus
Achalinus is een geslacht van slangen uit de familie knobbelslangachtigen (Xenodermidae).

## Naam en indeling
De wetenschappelijke naam van de groep werd voor het eerst voorgesteld door Wilhelm Peters in 1869. Er zijn achttien soorten, waarvan er drie voor het eerst wetenschappelijk zijn beschreven in 2020 en twee in 2021. Veel literatuur vermeld daarom een lager soortenaantal.

## Verspreiding en habitat
De slangen komen voor in delen van Azië en leven in de landen Vietnam, China, Japan, Taiwan en Hongkong. Zeven soorten komen endemisch voor in China. De habitat bestaat uit vochtige tropische en subtropische bossen, grotten, scrublands en graslanden. Ook in door de mens aangepaste streken zoals akkers kunnen de dieren worden aangetroffen.

## Beschermingsstatus
Door de internationale natuurbeschermingsorganisatie IUCN is aan negen soorten een beschermingsstatus toegewezen. Zes soorten worden beschouwd als 'veilig' (Least Concern of LC), een soort als 'kwetsbaar' (Vulnerable of VU) en een soort als 'gevoelig' (Near Threatened of NT). De soort Achalinus jinggangensis ten slotte staat te boek als 'ernstig bedreigd' (Critically Endangered of CR).

## Soorten
Het geslacht omvat de volgende soorten, met de auteur en het verspreidingsgebied.
| Naam                     | Auteur                                                                        | Verspreidingsgebied      |
| ------------------------ | ----------------------------------------------------------------------------- | ------------------------ |
| Achalinus ater           | Bourret, 1937                                                                 | Vietnam, China           |
| Achalinus emilyae        | Ziegler, Nguyen, Pham, Nguyen, Pham, Schingen, Nguyen & Le, 2019              | Vietnam, China           |
| Achalinus formosanus     | Boulenger, 1908                                                               | Japan, Taiwan            |
| Achalinus hainanus       | Huang, 1975                                                                   | China                    |
| Achalinus jinggangensis  | Zong & Ma, 1983                                                               | China                    |
| Achalinus juliani        | Ziegler, Nguyen, Pham, Nguyen, Pham, Schingen, Nguyen & Le, 2019              | Vietnam                  |
| Achalinus meiguensis     | Hu & Zhao, 1966                                                               | China                    |
| Achalinus niger          | Maki, 1931                                                                    | Taiwan                   |
| Achalinus panzhihuaensis | Hou, Wang, Guo, Chen, Yuan, Che, 2021                                         | China                    |
| Achalinus pingbianensis  | Li, Yu, Wu, Liao, Tang, Liu, Guo, 2020                                        | China                    |
| Achalinus rufescens      | Boulenger, 1888                                                               | Vietnam, Hongkong, China |
| Achalinus spinalis       | Peters, 1869                                                                  | Vietnam, Japan, China    |
| Achalinus timi           | Ziegler, Nguyen, Pham, Nguyen, Pham, Schingen, Nguyen & Le, 2019              | Vietnam                  |
| Achalinus tranganensis   | Luu, Ziegler, Ha, Lo, Hoang, Ngo, Le, Tran, Nguyen, 2020                      | Vietnam                  |
| Achalinus werneri        | Van Denburgh, 1912                                                            | Japan                    |
| Achalinus yangdatongi    | Hou, Wang, Guo, Chen, Yuan, Che, 2021                                         | China                    |
| Achalinus yunkaiensis    | Wang, Li & Wang, 2019                                                         | China                    |
| Achalinus zugorum        | Miller, Davis, Luong, Do, Pham, Ziegler, Lee, Queiroz, Reynolds, Nguyen, 2020 | Vietnam                  |